# Napuljska kuga (1656.)
Napuljska kuga odnosi se na epidemiju kuge u Napuljskom Kraljevstvu, 1656. – 1658. Epidemija je najviše zahvatila središnju i južnu Italiju, usmrtivši prema nekim procjenama do 1.250.000 ljudi diljem Napuljskog Kraljevstva. Samo u Napulju je 1656. od kuge umrlo približno 150 000 – 200 000 ljudi, što je činilo više od polovice stanovništva. Epidemija je ozbiljno utjecala na gospodarsku i društvenu strukturu Napulja, kao i nekih drugih pogođenih područja.

## Povijest
U 1640-ima Španjolska je doživjela neke ozbiljne epidemije kuge, poput Velike kuge u Sevilli, koja je vjerojatno došla iz Alžira. Kuga se proširila na Sardiniju (vjerojatno iz Španjolske ili drugih europskih zemalja) 1652., stigavši u Napulj u travnju 1656., a zatim se proširila većim dijelom južne Italije gdje se nalazilo Napuljsko kraljevstvo. Samo Sicilija i dijelovi Kalabrije i Apulije nisu bili pogođeni.
Na sjeveru, kuga je stigla do Rima u lipnju 1656., a zatim je zahvatila veći dio Papinske države. Kuga je stigla do Umbrije i Marke, ali nije zahvatila Veliko vojvodstvo Toskanu. Međutim, proširio se morem u Liguriju.
Zaustavljeno je prisilnom karantenom siromašnijih četvrti i naporima Martinusa Ludheima, gostujućeg njemačkog liječnika iz Bavarske. Santa Maria del Pianto sagrađena je u spomen na to 1657.

## Broj poginulih
Procjenjuje se da je kuga mogla odnijeti do 1 250 000 života diljem Napuljskog Kraljevstva, što je čini jednom od najsmrtonosnijih epidemija u povijesti. Samo u Napulju je 1656. umrlo oko 150.000-200.000 ljudi, što je činilo najmanje polovicu lokalnog stanovništva. U Barletti je umrlo 7.000-12.000 ljudi, od prvobitnih 20.000 stanovnika.
Izvan Napuljskog Kraljevstva, u Rimu (glavnom gradu Papinske Države), stradalo je oko 23.000 ljudi (ili 19% lokalnog stanovništva). U Genovi je od epidemije umrlo oko 60.000 ljudi, što je 60% lokalnog stanovništva.

## Vanjske poveznice
|  | Zajednički poslužitelj ima još gradiva o temi Napuljska kuga (1656.) |